# 210983 Wadeparker
210983 Wadeparker è un asteroide della fascia principale. Scoperto nel 2001, presenta un'orbita caratterizzata da un semiasse maggiore pari a 3,0811424 UA e da un'eccentricità di 0,0565394, inclinata di 15,24719° rispetto all'eclittica.